# Сарапульский Благовещенский монастырь
Сарапульский Благовещенский монастырь — женский монастырь Сарапульской епархии Русской православной церкви  в городе Сарапуле. Основан в 1881 году, но закрыт властями в 1923 году. Возрождается с 2015 года в другом месте. Старый монастырский комплекс сохранился, но занят Сарапульским радиозаводом.

## История
В 1876 году в городе Сарапуле Вятской губернии была организована женская община сестёр трудолюбия. Общину, состоявшую из 30 человек, возглавляла монахиня Ангелина (Назарова). Сёстры посещали каменную Благовещенскую церковь, построенную в 1877 году на средства пермского купца 1 гильдии Никандра Алексеевича Дедюхина. Указом Святейшего Синода от 22 сентября 1881 года № 3683 община преобразовывалась в Сарапульский Благовещенский общежительный женский монастырь. 27 мая 1882 года монахиня Ангелина возведена в сан игуменьи с возложением чёрного клобука и вручением нагрудного креста и посоха.
С 1882 года действовала школа грамоты для девочек, содержавшаяся на монастырские средства. При монастыре были организованы золотошвейные и иконописные мастерские, работы которых были представлены на Всемирной выставке 1893 года в Чикаго, где получили бронзовую медаль и почётный диплом. В 1899 году на пожертвования купца Николая Ивановича Дедюхина была построена домовая церковь, освящённая в честь мученицы Александры.
В июле 1913 года игуменья Ангелина уходит на покой и передаёт управление монастырём своей помощнице Херувиме (Зубаревой). 14 апреля 1914 года игуменья Ангелина скончалась и была похоронена на территории монастыря. В 1918 году власти закрыли монастырь и разогнали монахинь. Дальнейшая судьба игуменьи Херувимы неизвестна. Официально монастырь закрыт постановлением Сарапульского окрисполкома от 14 ноября 1923 года. С 1923 по 1941 год в монастырских помещениях находился трудовой дом для бывших беспризорников. В 1941 году здания и территорию бывшего монастыря передали эвакуированному из Москвы радиозаводу.
В 2015 году началось возрождение монашеской общины. 5 ноября 2016 года епископ Сарапульский и Можгинский Антоний совершил великого освящения храма в честь иконы Пресвятой Богородицы «Скоропослушница» при Архиерейском подворье Благовещенской женской монашеской общины. В бывшем монастырском комплексе продолжает располагаться Сарапульский радиозавод.